# Nova Geórgia
Nova Geórgia é uma ilha das Ilhas Salomão, no oceano Pacífico sul. É a maior das ilhas que fazem parte da Província Ocidental e está integrada no grupo das ilhas da Nova Geórgia. A principal cidade na ilha é Munda, no lago Roviana, seguida de Boro, 17 km a norte da primeira, ambas com mais de 3 mil habitantes.
Tem 72 km de comprimento máximo e área de 2 037 km², sendo a 200.ª maior ilha do mundo. O ponto mais elevado da ilha tem altitude de 1 007 m. Está situada, tal como o resto das ilhas do grupo, no lado inferior do estreito de Nova Geórgia. A ilha de Kolombangara fica a oeste, após o golfo de Kula, a ilha de Vanguna a leste, e o canal Blanche e as ilhas de Rendova e Tetepare a sul.

A ilha está coberta de bosques tropicais, e as atividades económicas principais são a pesca e a silvicultura.

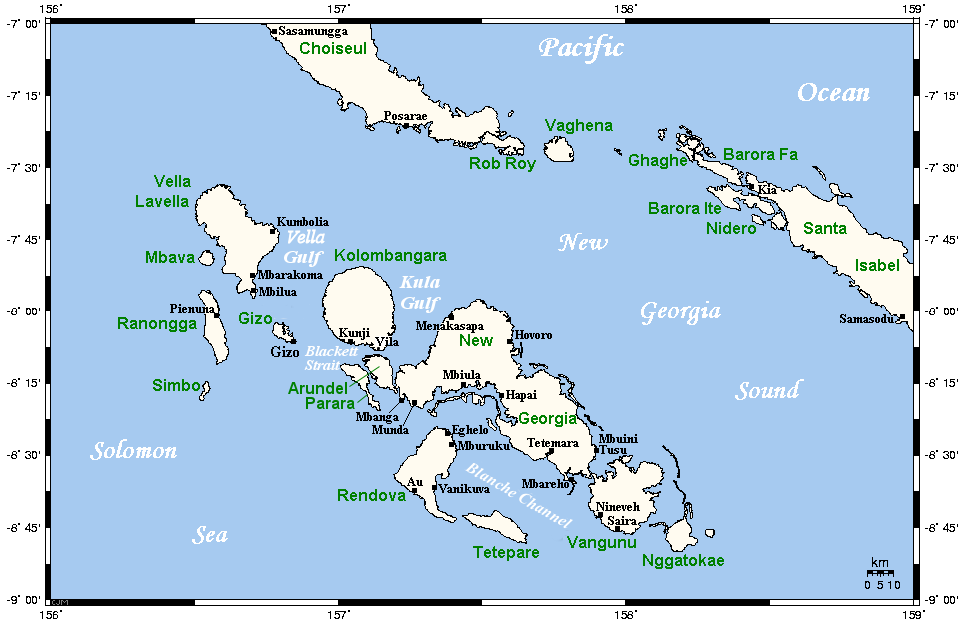
Ilhas da Nova Geórgia

Durante la Segunda Guerra Mundial foi tomada por tropas japonesas e posteriormente invadida por tropas dos Estados Unidos durante a Batalha de Nova Geórgia. Os primeiros desembarques norte-americanos foram em 30 de junho de 1943 e a ilha foi controlada em 23 de agosto desse mesmo ano, após intensas lutas na selva, embora os combates tenham continuado até outubro. A cidade de Munda foi base do exército japonês e só foi tomada pelos norte-americanos em 5 de agosto. As instalações japonesas de Bairoko Harbor, 13 km a norte de Munda, só foram tomadas em 25 de agosto.
Na ilha falam-se línguas do grupo das línguas da Nova Geórgia, do grupo austronésio, que por sua vez se dividem em ocidentais e orientais.